# 七人のおたく
『七人のおたく cult seven』（しちにんのおたく カルトセブン）は、1992年12月19日に全国東映系で公開されたウッチャンナンチャン主演のアクションコメディ映画。同時上映は『病は気から 病院へ行こう2』。

## あらすじ
ミリタリーおたく・星亨（南原清隆）の誘いに乗って集まった、格闘技おたく・近藤みのる（内村光良）、パソコンおたく・田川孝（江口洋介）、無線おたく・水上令子（浅野麻衣子）、アイドル&改造車おたく・国城春夫（武田真治）らは、田川の連れてきた美女・湯川りさ（山口智子）も加わった6人で井加江島へ向かった。星が彼らを仲間に入れたその「計画」とは、令子が盗聴した電話の会話をもとに、田川がパソコンの合成音で作ったニセの電話で島の網元・高松家の家人をおびき出し留守の隙をついて近藤と星が赤ん坊・喜一を奪うというものだったが、最後のところで国城が逃走用の船の改造に失敗して計画は失敗。彼らはそこに現れた高松（中尾彬）の元妻のティナから、夫の冷酷な仕打ちに耐えきれず息子の喜一とともに家出したが、跡取り欲しさに喜一を奪い去られ、それをティナの住むアパートの階下に住んでいた星が聞き今回の奪還計画に至ったことを知る。近藤以外の仲間は第2次作戦への参加を拒否していったん東京に帰ってしまった。だが星と近藤が2人で計画を練っていた時に、高松の部下で伝説のフィギュア(人形)おたく・丹波達夫（益岡徹）が新たに仲間に加わり、帰った連中も戻ってくる。こうして7人になった「おたく」たちは、再び喜一奪還作戦を実行。それぞれの得意ジャンルを駆使した計画で喜一を奪い戻し、母親ティナの元に送り届けるのだった。

## スタッフ
- 製作 - フジテレビジョン
- 監督 - 山田大樹
- 原作・脚本 - 一色伸幸
- 音楽 - 山辺義大、崎久保吉啓
- 撮影 - 藤石修
- 照明 - 吉角荘介
- 美術 - いしいいわお
- 編集 - 阿部浩英
- 録音 - 中村淳
- 音響効果 - 柴崎憲治
- 助監督 - 富永憲治、成瀬活雄、田村孝蔵、兼重淳、梅津正彦
- スクリプター - 天池芳美
- 技斗 - 二家本辰巳
- ミリタリー指導 - 毛利元貞
- 武術指導 - 盧山初雄、根本一巳
- フィギュア指導 - 伊藤宏之、林浩己
- 取材協力 - 宅八郎、月刊アームズマガジン、季刊武術、月刊MACPOWER、月刊アクションバンド、月刊ホビージャパン
- 現像 - 東映化学
- タイトル - マリンポスト
- ラインプロデューサー - 上原英和
- アシスタントプロデューサー - 稲田秀樹
- プロデュース協力 - 佐藤義和、吉田正樹
- 企画協力 - マセキ芸能社
- 製作者 - 村上光一
- 企画 - 堀口壽一、岡田裕介
- プロデューサー - 河井真也、茂庭喜徳

## 登場人物
星亨（南原清隆、ミリタリーおたく）
7人のリーダー的存在。7人を集めた張本人であり、個々の持つスキルを考慮した上でミリタリーマニアらしく作戦考案やボートの操縦を行う。過去ミリタリー仲間同士で行われたサバイバルゲームで彼がいるチームのツキが落ち、惨敗を喫してからは「厄星（やくぼし）」と罵られ、サバゲー仲間に反故にされているトラウマを持つ。その後は常に一人チームでやってきたため、集団作戦の実行直前に緊張して動けなくなってしまうが…。
近藤みのる（内村光良、格闘技・ヒーローおたく）
ブルース・リーに憧れる実直な青年、日々格闘の鍛錬は欠かさないものの、格闘の実戦経験はない。実直で優しい性格ゆえ高松が真の黒幕だと確信できないうちに高松の部下と戦うハメになった時には一撃でのされてしまう。しかし高松らの悪事が発覚し、自分達が正義だと知ると十数年の間一度も使われることなく鍛え続けられていた筋肉全てが躍動、壁を使った宙返りも披露するなど圧倒的な実力を見せるようになる。
田川孝（江口洋介、Macおたく）
ゲームデザイン会社に勤務、りさの婚約者でフェラーリに乗っている。大空を飛ぶ事が夢で周りの仕事そっちのけでフライトシミュレータを作成している。Macをこよなく愛し、パソコンはおもちゃだと言う星に対し激高したり、高松の部下を大事なMac本体で殴って気絶させ「こういう使い方もある」と笑いかけたり、星との絡みが多い。作戦にもポータブルタイプのMacを持ち込み、設計と空力の計算を担当。りさと喜一を乗せたハンググライダーを見事に飛ばしている。
湯川りさ（山口智子、レジャーおたく）
田川の婚約者でレジャーおたくとは言うものの、7人の中では最も一般人に近い感性を持っている。活発な行動力と美貌を持ち、高松を色仕掛けで足止めする役目を担う。物語中盤ですれ違いから一度田川と不仲になり婚約指輪も捨てたと田川に告げる。しかし最終作戦で喜一を抱いて田川の設計したハンググライダーに自ら乗って、空を飛ぶ夢を持つ彼の為に婚約指輪を再びはめて飛び立ち、脱出する活躍を見せる。
丹波達夫（益岡徹、引退したフィギュアおたく）
かつて伝説のフィギュア師と言われた男で現在は高松の部下。星と近藤の耳にもその名は届いており、かつては相当の知名度であった事が窺える。フィギュアを通して2人に共感し内部から7人に協力する。ジオラマの作成にも長け、作戦の舞台となる島全体のジオラマを作成し作戦考案にも貢献する。立場上は高松側の人間の為、作戦準備時や7人に協力する時には七色仮面の格好をして、あくまで「正体不明の協力者」の姿勢を貫いている（実際には他の6人に正体はバレバレだが）。
国城春夫（武田真治、アイドル・車改造おたく）
同人誌作成とアイドルの追っかけやエアチェックに陶酔する、ある意味映画公開時である「90年代のおたく像」を最も反映している男。しかしおたく方面だけではなく、車の改造や機械いじりにも長けておりそのスキルは七人の中でも群を抜いている。ただ金に汚く守銭奴であり、最終作戦では同人誌作成資金の為に、金に目がくらんで一時的に高松に寝返るような素振りを見せるが…。
水上令子（浅野麻衣子、無線おたく）
受信機を常に持ち歩き、消防無線をワッチしている少女。冒頭に星が作戦の為の人物を集める際に微弱電波で｢召集｣をかけたが、真っ先に気づいたのは彼女である。消防無線で実際に使う954、955といった通話コードなども把握しており、りさに解説する場面も。最初は人見知りな性格が前面に出ていたが徐々に皆に打ち解け、最終作戦では失敗を恐れる星を叱咤したり、スタンガンや遠隔操作の煙幕装置を自作・作動させたりと物語が進むにつれて彼女自身も成長を見せていく。
高松一（中尾彬）
井加江島を実質的に支配している高松家の主人。
- 京野ことみ（京野ことみ）
- 杉本理恵（杉本理恵）
- 原沢サダ（大島蓉子）
- 羽田恵理香、本山美香子、内海好江、桜むつ子、川上夏代、須藤正裕、殺陣剛太、元井須美子、津久井啓太、高野敦子　ほか

## 映画賞
- 主演のウッチャンナンチャンはこの作品で第16回日本アカデミー賞『新人俳優賞』『話題賞（俳優）』を受賞[1]。

## 関連曲

### 主題歌
- 『JUST BEGUN』バブルガム・ブラザーズ（EPIC・ソニー）

### イメージソング
- 『恋をした夜は』江口洋介（ポリドール）

### 挿入歌
- 『NOW!』京野ことみ（ポニーキャニオン）
- 『ときめきアイランド』杉本理恵（キング）

### サウンドトラック
- 『七人のおたく オリジナルサウンドトラック』（EPIC・ソニー）

## DVD
- 「七人のおたくcult seven」2002/03/20　ポニーキャニオン

## VHS
- 「七人のおたくCultSeven」 1993/05/21 ポニーキャニオン
- メイキング「ウッチャンナンチャンの映画もやらねば!~七人のおたく編~ 」1992/11/20 ポニーキャニオン

## 書籍
『七人のおたくカルトブック』
1992年11月 フジテレビ出版
映画のフォト・ストーリーや、ウッチャンナンチャンカルトQ優勝者との座談会などを収録。

## その他
- 最終目的地の『井加江島』のロケ地は伊豆大島である。
- ウンナン2人のスケジュールの都合で、ロケの合間に『ウッチャンナンチャンのオールナイトニッポン』の収録も行われていた。
- 当時日本テレビほかで放送されていた『ウッチャン・ナンチャン with SHA.LA.LA.』は、当作品の撮影のために休止となり、そのまま放送を終了した。同番組の代わりとして始まったのが『進め!電波少年』である。
- 近藤・国城・水上はセリフがほとんど無く、「セリフない三銃士」と言われていた。
- 近藤の殺陣の「壁蹴り宙返り」はリハーサルでは成功していたものの、本番では不調であった。そのため、蹴り上がる壁をやや斜めに設置したところ、見事に成功した。内村曰く「もう2度と出来ないシーン」。また、内村は壁蹴り宙返りは映画『雨に唄えば』のドナルド・オコーナーの真似であると『笑う犬の冒険』で語っている。
- 水上令子役の浅野はオーディションで1万2千人の中から選ばれた。
- 挿入歌『NOW!』は、オーディションで1万数千人の中から選ばれた京野ことみ（当時14歳）のアイドルデビュー曲であり、劇中でも本人が歌唱している。
- 京野ことみと杉本理恵の登場シーンの親衛隊のエキストラは、本物の杉本ファンが起用されていた。しかし、エンドロールにはクレジットされておらず、一方で静岡県のロケ地地域住民の名称は掲載されていたことで物議を醸した。
- 劇中で内村がプレイするゲームは、テクノスジャパンが開発した『コンバットライブス』[注 1]。監督の山田大樹がテクノスジャパンの社長だった瀧邦夫と友人であることから使用された。ちなみに、山田が初監督を務めた『湘南爆走族』で織田裕二がプレイするゲームも同社の『熱血硬派くにおくん』である。なお、くにおくんシリーズには、同姓同名の山田大樹というキャラクターが登場している。
- 1988年から1989年に発生した東京・埼玉連続幼女誘拐殺人事件によるオタクバッシングの影響[注 2]がまだ残っていたためか、漫画オタクやアニメオタク、特撮オタクは登場しない。

## 舞台
七人のおたく cult seven THE STAGE
2023年3月4日から12日に紀伊國屋サザンシアター TAKASHIMAYAにて、同年3月18日・19日に
サンケイホールブリーゼにて上演された。

### キャスト（舞台）
- 近藤みのる - 林翔太
- 星亨 - 栗山航
- 田川孝 - 校條拳太朗
- 国城春夫 - 矢部昌暉
- 湯川りさ - 藤岡沙也香
- 水上令子 - 諸橋沙夏
- ティナ - 石田千穂
- 藤堂のぞみ - 後藤紗亜弥
- 丹波達夫 - なだぎ武
- 高松一 - 松尾貴史
- アンサンブル - 福島悠介、田中亮、小川隆将、速川大弥、風間涼香、篠塚音初

### スタッフ（舞台）
- 原作 - 一色伸幸
- 脚本 - モラル、池亀三太
- 演出 - 元吉庸泰